# L'amore e il diavolo
L'amore e il diavolo (Les Visiteurs du soir) è un film del 1942 diretto da Marcel Carné.
Il film è «una favola lieve come una pochade e dal fondo ottimistico», che segna un'involuzione della coppia Marcel Carné - Jacques Prévert dopo i capolavori del realismo poetico Il porto delle nebbie (1938) e Alba tragica (1939).
Tra gli assistenti alla regia figura Michelangelo Antonioni.

## Trama
Siamo nel 1485. Due menestrelli giungono in un castello abitato da un barone vedovo, la cui figlia Anne sta per sposarsi. In realtà sono Dominique e Gilles, due emissari del diavolo mandati per portare scompiglio nella famiglia.
Un tempo anche loro erano innamorati ma poi per rimorso hanno venduto l'anima al diavolo con l'intento di servirlo e sono stati ricompensati con grandi poteri di persuasione. Mentre Dominique riesce a far innamorare di sé sia il barone che Renaud, il promesso sposo, Gilles invece fallisce nel tentativo di provocare dei turbamenti amorosi nella ragazza la cui onestà e purezza sembrano indistruttibili, anzi inizia a provare un sentimento sincero per la ragazza. A questo punto il diavolo decide di intervenire e portare a compimento la sua opera.

## Produzione
Le riprese si svolsero da aprile a settembre del 1942 negli studi Saint-Maurice e La Victorine (Nizza), a Vence, Gourdon e Tourrettes-sur-Loup.

## Distribuzione
La prima del film avvenne il 5 dicembre 1942 al cinema Madeleine di Parigi, dove rimase in prima visione per più di un anno.